# アルベルト・エボッセ・ボジョンゴ
アルベルト・ドミニク・エボッセ・ボジョンゴ・ディカ（Albert Dominique Ebossé Bodjongo Dika, 1989年10月6日 - 2014年8月23日）は、カメルーンのサッカー選手。カメルーン、マレーシア、アルジェリアでプレーしていた。
カメルーンでは出身地のクラブであるドゥアラ・アスレチック・クラブでプレーしていた。
2009年にU-20カメルーン代表に招集された。
2012年4月15日に、退団したラザール・ポポヴィッチに代わる形でマレーシアのペラFAに入団、同月17日のサバFA戦で初出場を果たしたが2–2の引き分け、5月4日のトレンガヌFA戦で初ゴールを決めたがこの試合も2–2の引き分けだった。
2013年7月、アルジェリア・シャンピオナ・ナシオナルのJSカビリーに入団、リーグ2013-2014シーズンで17ゴールを挙げ得点王に輝いた。
2014年8月23日、USMアルジェ戦でゴールを挙げたがチームは1-2で敗退、試合終了後に競技場から去ろうとしたところ激高していたJSカビリーサポーターの1人によって投げられた物がボジョンゴの頭部を直撃、病院に運ばれたが数時間後に外傷性脳損傷で死亡。24歳だった。アルジェリアサッカー連盟はこの事件を受けて以降の試合を無期限延期することを決め、試合が行われた1954年11月1日スタジアムの閉鎖を命じた。
南アフリカ出身のジャーナリスト、マーク・グリーソンは彼の死因である脳損傷は投石によって引き起こされたのではなく、チームメイトによるリンチによって引き起こされたものだとワールドサッカーダイジェスト(2015年6月4日号、p.97)のコラムにて報じている。2014年の12月に英国のBBCも同じように報じている。